# Paul Furlan
Pour les articles homonymes, voir Furlan.
Paul Furlan, né le 3 novembre 1962 à Binche et mort le 10 avril 2023 à Montigny-le-Tilleul, est un homme politique d'origine italienne et belge, membre du Parti socialiste et ancien ministre wallon des Pouvoirs Locaux, de la Ville, et du Tourisme. 
Pris dans la tourmente du scandale Publifin, il démissionne de son poste de ministre des Pouvoirs locaux le 26 janvier 2017. 

## Biographie
Son père est d'origine italienne et sa mère belge. 
Paul Furlan est titulaire d'une licence en administration publique, il commence sa carrière comme chef d'entreprise. 
Aux élections régionales de 1999, les deuxièmes au scrutin direct, il est devenu le premier élu d'origine italienne au Parlement wallon.

### Carrière politique
Élu député wallon en 1999 et bourgmestre de la ville de Thuin en 2000, Paul Furlan a mené une politique basée sur le développement durable (économie, environnement et emploi). En tant que Président de l'Union des Villes et Communes de Wallonie de 2007 à 2009, il s'est investi dans des réformes qui concernent les pouvoirs locaux, parmi lesquelles celles du Fonds des Communes, la réforme de la Fonction publique, le code de la Démocratie locale. Au cours de sa carrière politique, il a exercé les mandats de député au Parlement wallon et à la Communauté française de Belgique. Il est le Bourgmestre en titre de la ville de Thuin. Paul Furlan est également président de l'Union des Villes et Communes de Wallonie et, depuis la prestation de serment du gouvernement Demotte II le 15 juillet 2009, le ministre en exercice de la Région Wallonne aux Pouvoirs locaux et de la Ville, chargé du Tourisme. Il est élu député wallon le 25 mai 2014 et devient ministre wallon des Pouvoirs locaux, de la Ville, du Logement et de l'Énergie. Il démissionne de ses fonctions le 26 janvier 2017.
Après les élections régionales de mai 2019, son nombre de voix de préférence de 23 203 le place dans les 25 % des membres de son groupe politique disposant du plus haut taux de pénétration. Selon le décret décumul cela l'autorise à cumuler son mandat de député wallon et une fonction dans un exécutif local, celle de bourgmestre de la ville de Thuin dans son cas.

### Scandale Publifin
La révélation en décembre 2016 des importantes rémunérations perçues par certains mandataires pour des prestations parfois insignifiantes ou inexistantes, notamment dans les comités de secteur de Publifin, l’intercommunale chapeautant la société Nethys, provoque un tollé. Le chef de cabinet-adjoint de Paul Furlan, Claude Parmentier, démissionne le 16 janvier 2017 quand il apparaît qu'il était aussi administrateur de Publifin et de Nethys. À la suite de cela, le parti politique Écolo, par la voix de son député wallon Stéphane Hazée, appelle dès le lendemain à la démission du ministre Paul Furlan. Le 26 janvier 2017, Paul Furlan présente sa démission,. 

Le 26 mai 2019, il est réélu député wallon dans la circonscription de Charleroi-Thuin. 

### Mort
Paul Furlan meurt le 10 avril 2023, à la suite d'un cancer.

## Distinctions
- Commandeur de l'ordre de Léopold en 2020[9].
- Commandeur du Mérite wallon (C.M.W.) à titre posthume en 2024[10]